# Пугачі (Мядельський район)
Пугачі (біл. вёска Пугачы) — село в складі Мядельського району Мінської області, Білорусь. Село підпорядковане Слобідзькій сільській раді, розташоване в північній частині області.